# Guldhorusnamnet
Guldhorusnamnet var en del av fem i faraos stora namn i det gamla Egypten. Guldhorusnamnets syfte är okänt och omdebatterat.

## Ursprung
Farao blev troligen symboliskt likställd med falken som flyger över himlen med solen i en båt. 
| G8 |

Guldhorusnamnet består av en falk (Horus) som sitter på symbolen för guld (nbw). Namnet började senast användas officiellt av Djoser i tredje dynastin. Guld var synonymt med evighet, så namnet kan betyda att farao skulle vara Horus för evigt.